# ساری‌قمیش (شهر)
ساری‌قمیش (به ترکی استانبولی: Sarıkamış، به کردی: Zerqamîş‎، به ارمنی: Եղէգնիկ) شهری است در کشور ترکیه که در استان قارص واقع شده‌است. جمعیت این شهر بر اساس سرشماری سال ۲۰۰۸ میلادی ۲۱٬۴۳۸ نفر و بر اساس برآوردهای سال ۲۰۰۹ میلادی ۲۴٬۹۶۱ نفر می‌باشد.